# Tõnija
Koordinaten: 58° 25′ N, 22° 54′ O

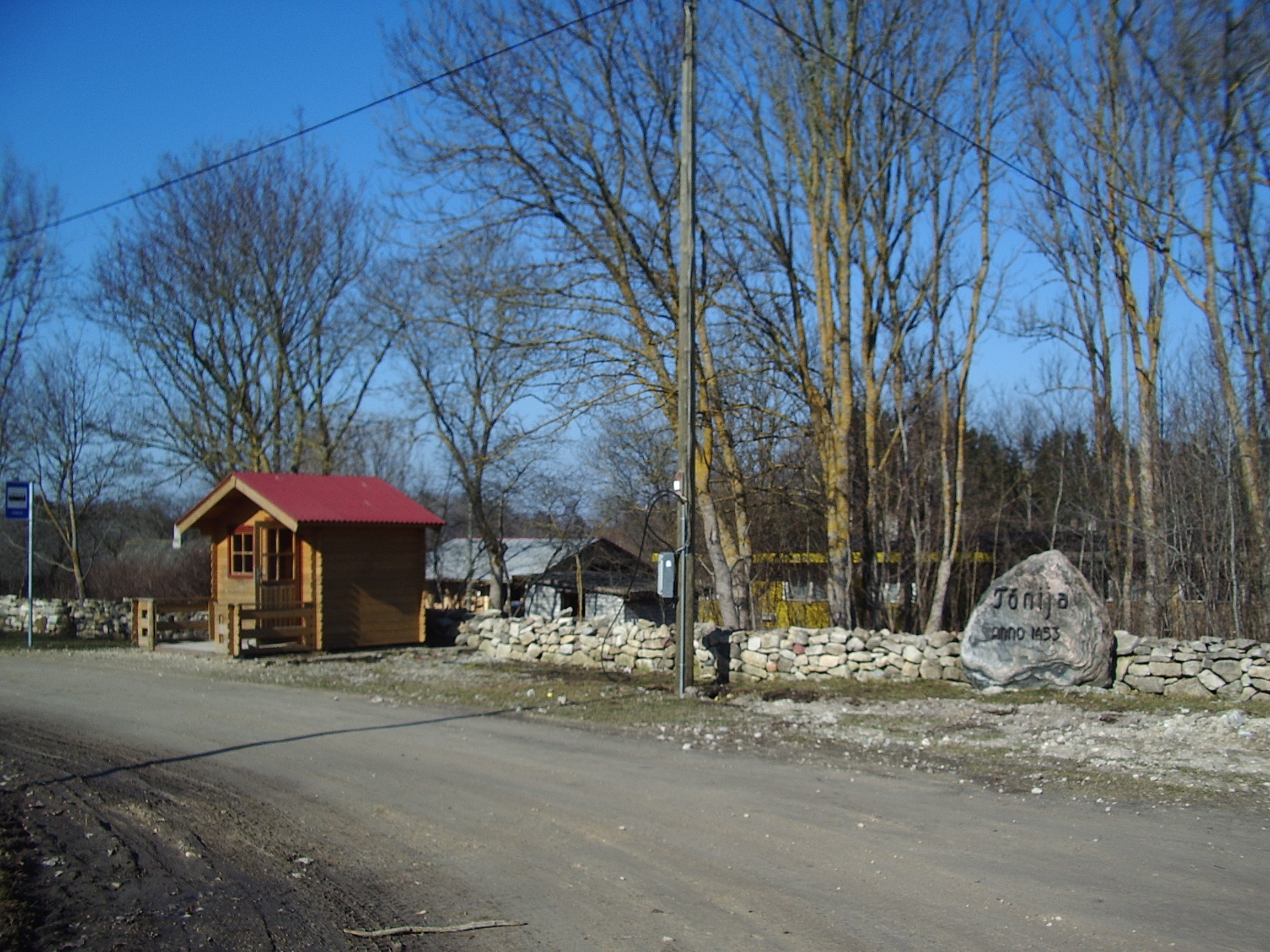
Ortsansicht

Tõnija (deutsch Tönia) ist ein Dorf (estnisch küla) auf der größten estnischen Insel Saaremaa. Es gehört zur Landgemeinde Saaremaa (bis 2017: Landgemeinde Valjala) im Kreis Saare.

## Einwohnerschaft und Lage
Das Dorf hat 43 Einwohner (Stand 31. Dezember 2011). Es liegt 30 Kilometer nordöstlich der Inselhauptstadt Kuressaare.

## Geschichte
Der Ort wurde erstmals im Jahr 1453 unter dem Namen Toneyegell urkundlich erwähnt. Für 1592 sind die Wacke und das Dorf Tonniel bzw. Tonnigel belegt.
Östlich des Dorfkerns haben Archäologen die bisher größte prähistorische Siedlung auf der Insel Saaremaa nachgewiesen.